# Celep (Nguter)
Celep is een bestuurslaag in het regentschap Sukoharjo van de provincie Midden-Java, Indonesië. Celep telt 2102 inwoners (volkstelling 2010).